# Asparagus gypsaceus
Asparagus gypsaceus — вид рослин із родини холодкових (Asparagaceae).

## Середовище проживання
Ареал: Таджикистан.